# Frank Fay
Frank Fay, nato Francis Anthony Donner (San Francisco, 17 novembre 1891 – Santa Monica, 25 settembre 1961), è stato un attore e sceneggiatore statunitense.

## Filmografia parziale

### Attore
- Rivista delle nazioni (The Show of Shows), regia di John G. Adolfi (1929)
- Under a Texas Moon, regia di Michael Curtiz (1930)
- The Matrimonial Bed, regia di Michael Curtiz (1930)
- Bright Lights, regia di Michael Curtiz (1930)
- God's Gift to Women, regia di Michael Curtiz (1931)
- A Fool's Advice, regia di Ralph Ceder (1932)
- Stars Over Broadway, regia di William Keighley (1935)
- Nulla sul serio (Nothing Sacred), regia di William A. Wellman (1937)
- I Want a Divorce, regia di Ralph Murphy (1940)
- Non desiderare la donna d'altri (They Knew What They Wanted), regia di Garson Kanin (1940)
- Spotlight Scandals, regia di William Beaudine (1943)
- Le memorie di un dongiovanni (Love Nest), regia di Joseph M. Newman (1951)

### Sceneggiatore
- Rivista delle nazioni (The Show of Shows) (1929)
- A Fool's Advice (1932) - soggetto

## Vita privata
È stato sposato per tre volte: la prima con la cantante e artista di vaudeville Frances White; la seconda con l'attrice, modella e ballerina Barbara Stanwyck, con cui è stato legato dal 1928 al 1935; la terza con Lee Buchanan.

## Riconoscimenti
- Hollywood Walk of Fame
  - 1960: 2 "Star on the Walk of Fame" (Motion Picture, Radio)